# Geoffrey Bing
Geoffrey Henry Cecil Bing, CMG, (* 24. Juli 1909 in Craigavad, Nordirland; † 24. April 1977 in London) war ein britischer Jurist und Politiker (Labour Party). Er war zwischen 1945 und 1955 Mitglied des House of Commons sowie zwischen 1957 und 1961 Attorney General des unabhängigen Ghana.

## Leben
Bing wurde als Sohn eines anglikanischen Geistlichen und Schulgründers im nordirischen Civil Parish Holywood geboren. Die Familie verbrachte einige Zeit in China, Geoffrey Bing besuchte die Rockport School und die Tunbridge Grammar School. 1931 beendete er das Lincoln College der University of Oxford mit einem Abschluss im Fach Geschichte und war zwischen 1932 und 1933 als „Jane Eliza Procter Visiting Fellow“ an der Princeton University in den Vereinigten Staaten tätig. Von der Inner Temple wurde Bing 1934 als Barrister zugelassen. In dieser Zeit lernte er seine spätere Ehefrau Christian Frances Blois kennen, die sich für die ultralinke Zeitung The Week engagierte. Dies gab ihm den Anstoß zu einer Untersuchung von Menschenrechtsverletzungen in faschistischen Ländern. Er unterstützte dort Gefangene und schloss sich während des Spanischen Bürgerkriegs den Internationalen Brigaden an. Bereits auf dem Kongress der International Penal and Penitentiary Commission (IPPC) 1935 in Berlin verurteilte Bing das nationalsozialistische Strafsystem und den Antisemitismus scharf. Er galt als „Linksaußen“ und gehörte sowohl der Fabian Society als auch der Haldane Society of Socialist Lawyers an. Während des Zweiten Weltkriegs diente Bing zwischen 1941 und 1943 im Royal Corps of Signals und erreichte den Rang eines Majors. Nach dem Abschluss der Officer Cadet Training Unit (OCTU) beteiligte sich der Brite an Fallschirmtests. Während des Afrikafeldzuges wurde Bing verwundet; außerdem wurde er im Kriegsbericht erwähnt („mentioned in dispatches“).
Im Jahr 1935 war Bing der Labour Party beigetreten, Ende Mai oder Anfang Juni 1945 wurde er von der Partei im Wahlkreis Hornchurch (London) für die britische Unterhauswahl nominiert. Die politische Lage im Londoner Stadtteil galt als instabil und lediglich drei weitere Kandidaten traten im gleichen Wahlkreis an: Oberst John Vaizey (Conservative), Norman Clarke Jones (Liberal) sowie die bekannte Gegnerin der Todesstrafe Violet Van der Elst als Unabhängige. Bing konnte den Wahlkreis mit etwa 56 Prozent der abgegebenen Stimmen für sich entscheiden, bei den Wahlen der Jahre 1950 und 1951 setzte er sich jeweils knapp gegen den Konservativen James Wentworth Day durch. Bei den Unterhauswahlen im Mai 1955 verlor Bing seinen Sitz an Godfrey Lagden und schied nach zehn Jahren Mitgliedschaft im House of Commons aus dem Parlament aus. Zu Beginn seiner Parlamentszugehörigkeit wurde Bing kurzzeitig als Whip (Einpeitscher) der Regierung Attlee eingesetzt, galt jedoch bald als „der zügellose Anführer einer kleinen Gruppe von Radikalen, denen ihre Kollegen nie völlig vertrauten und die als ‚Bing-Boys‘ bekannt waren“. Der gebürtige Nordire befürwortete als Mitglied der „Friends of Ireland“ die irische Einheit, unterstützte die Rechte der Nationalisten in Nordirland und setzte sich dort erfolglos für Gesetze zur Verhinderung von Diskriminierung und Gerrymandering ein. 1950 veröffentlichte Bing sein erfolgreiches Pamphlet John Bull’s Other Island, im gleichen Jahr wurde er außerdem zum Kronanwalt (QC) ernannt.
Unter Kwame Nkrumah, dem Premierminister der britischen Kronkolonie Goldküste, diente Bing seit 1956 vor Ort als dessen Berater für Verfassungsrecht und war maßgeblich beteiligt an den Verhandlungen über die Bedingungen zur Entlassung in die Unabhängigkeit, die schließlich im März 1957 erfolgte. Nach der Entlassung von George Paterson als Attorney General des Landes übernahm Bing zwischen dem 7. August 1957 und dem 29. August 1961 diese Aufgabe und zeichnete für einen großen Teil der Gesetzentwürfe verantwortlich. Anschließend wurde der Brite wieder zum Rechtsberater des zwischenzeitlich zum Präsidenten gewählten Nkrumah. Nachdem Ghana zunehmend zu einem Einparteienstaat geworden war, wurden Nkrumah und seine Vertrauten am 24. Februar 1966 durch einen Militärputsch gestürzt und vom National Liberation Council ersetzt. Nach kurzer Gefangenschaft wurde Bing am 24. März 1966 des Landes verwiesen und kehrte deshalb nach England zurück. 1968 veröffentlichte Bing seine Memoiren unter dem Titel Reap the Whirlwind: An account of Kwame Nkrumah’s Ghana from 1950 to 1966. Der seiner Ansicht nach nahezu fehlerfreien Politik des „Osagyefo“ Nkrumah stellte er darin ein ausgezeichnetes Zeugnis aus. Nach deren Gründung im Jahr 1970 betätigte sich Bing bei der Social Democratic and Labour Party (SDLP) als inoffizieller Berater in verfassungsrechtlichen Angelegenheiten, außerdem war er zwischen 1970 und 1974 als Berater des Verlagshauses Irish Academic Press für parlamentarische Veröffentlichungen tätig. Wenige Wochen vor seinem Tod im Alter von 67 Jahren besuchte Bing erneut Ghana, das inzwischen vom Supreme Military Council unter General Ignatius Kutu Acheampong regiert wurde.
Bing war zwischen 1940 und 1955 mit Christian „Crystal“ Frances Blois (1902–1998), einer Tochter des Sir Ralph Blois, 9. Baronet, verheiratet. Das Ehepaar hatte zwei Söhne (Inigo Geoffrey und Richard Daniel). 1956 heiratete Bing seine zweite Ehefrau Eileen Mary Cullen (1919–2010); aus dieser Ehe stammten zwei weitere Kinder.